# گورستان فیروزآباد
قبرستان فیروزآباد مربوط به دوره اشکانیان - سده‌های متاخر دوران‌های تاریخی پس از اسلام است و در شهرستان سرباز، بخش مرکزی، دهستان پارود، روستای فیروز آباد واقع شده و این اثر در تاریخ ۲۷ اسفند ۱۳۸۷ با شمارهٔ ثبت ۲۶۲۳۰ به‌عنوان یکی از آثار ملی ایران به ثبت رسیده است.